# 聖エウスタキウスの聖遺物容器

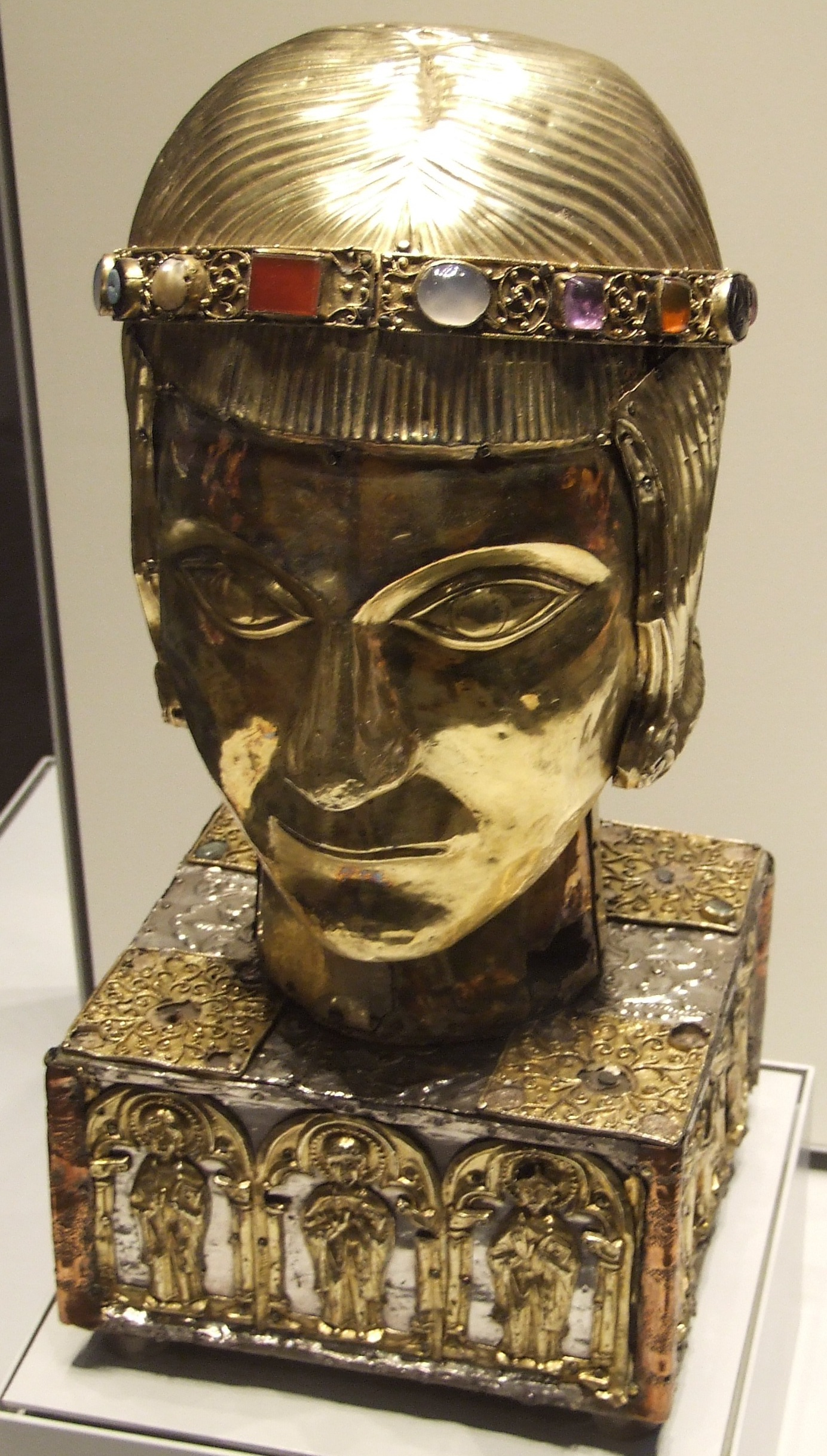

この聖エウスタキウスの聖遺物容器は、高さ35cm、幅16.6cm、奥行き18.4cm、重さ約1.6kgである。
1447年当時はスイスにあるカトリック大聖堂に属していたが、1850年にイギリスの大英博物館が買収した。
このモデルである、聖エウスタキウスはローマの将軍で、もともとはキリスト教信者ではなかったが、改宗したことによって妻と息子たちと共に火刑に処され、殉教者となった。